# Carlos XVI Gustavo da Suécia
Carlos XVI Gustavo (Solna, 30 de abril de 1946) é o atual rei da Suécia e chefe da Casa de Bernadotte desde 1973, após a morte de seu avô, o rei Gustavo VI Adolfo. O seu nome completo é Carlos Gustavo Folque Humberto, e é atualmente o terceiro monarca com mais tempo no trono.
É filho de Gustavo Adolfo, Duque da Bótnia Ocidental e de sua esposa, a princesa Sibila de Saxe-Coburgo-Gota. Seu pai morreu em 1947, quando ele tinha menos de um ano de idade, passando o jovem príncipe a ser então o príncipe herdeiro e mais tarde o sucessor de seu avô, o rei Gustavo VI Adolfo. O seu reinado ficou marcado por uma  alteração à Constituição da Suécia, em 1975, segundo a qual o monarca passou a ter exclusivamente funções representativas e cerimoniais, perdendo assim os últimos poderes executivos de que dispunha.
Sua herdeira aparente é a princesa Vitória, Princesa Herdeira da Suécia, a sua primeira filha com a sua esposa, a rainha consorte Sílvia Sommerlath. Vitória ascendeu a princesa herdeira, passando à frente de seu irmão Carlos Filipe, Duque da Varmlândia, em 01 de janeiro de 1980, depois de aprovada uma nova lei estabelecendo a primogenitura absoluta.

## Nascimento

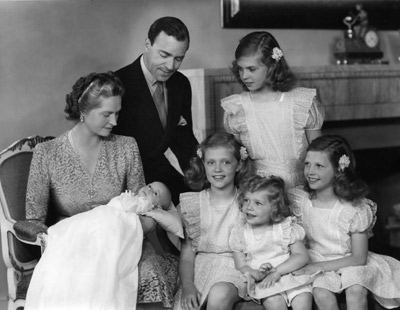
Carlos Gustavo no ano de 1946.

Carlos Gustavo nasceu no Palácio de Haga, localizado em Solna, na região de Estocolmo. Ele foi batizado na Capela Real do Palácio Real de Estocolmo no dia 07 de junho de 1946 pelo Arcebispo de Uppsala, Erling Eidem. Os seus padrinhos escolhidos foram: o rei Frederico IX da Dinamarca e a sua esposa, a rainha consorte Ingrid da Suécia, Consorte da Dinamarca, também o rei Olavo V da Noruega, a rainha reinante Juliana dos Países Baixos, a Lady Louise Mountbatten da Suécia, o nobre e diplomata sueco Folke Bernadotte, conde de Wisborg e a Condessa Maria Bernadotte de Wisborg.
Ao nascer, recebeu o título de Duque da Jemtlândia. Seu pai, o príncipe Gustavo Adolfo, Duque da Bótnia Ocidental, morreu em um acidente em 26 de janeiro de 1947, no aeroporto de Copenhagen na Dinamarca.
Ele é um dos trinetos da rainha reinante Vitória do Reino Unido, tanto por parte paterna, quanto por parte materna.

## Educação

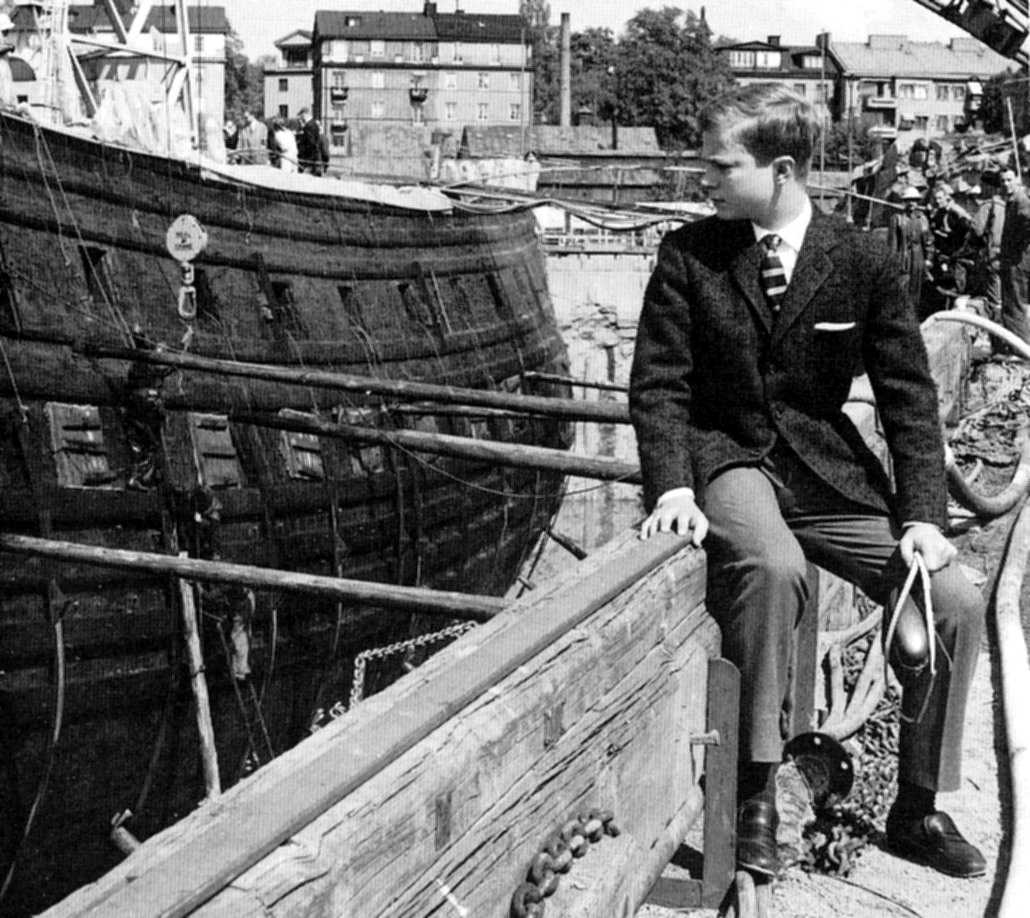
Carlos Gustavo aos 15 anos de idade olhando para o navio de guerra Vasa, do século XVII, que havia sido recuperado recentemente, em 1961.

Carlo Gustavo é o mais novo de cinco crianças, sendo o único menino. Em 1950, com a morte de seu bisavô, o rei Gustavo V da Suécia, Carlos Gustavo tornou-se o Herdeiro aparente, aos quatro anos de idade.
Após concluir o ensino médio, o príncipe completou dois anos e meio de estudos no Exército Real Sueco, na Marinha Real Sueca e na Força Aérea Real Sueca. Ele recebeu o título de oficial nos três serviços em 1968 e eventualmente tornou-se Capitão (Exército e Força Aérea) e Tenente (Marinha), antes de assumir o trono. Ele também completou estudos acadêmicos em história, sociologia, ciências políticas, direito e economia, nas universidade de Uppsala e Estocolmo.
Para se preparar para ser o Chefe de Estado sueco, o príncipe seguiu um programa de estudos no sistema da corte. Ele estudou sobre o Parlamento Sueco, Governo Sueco e Ministério de Relações Exteriores da Suécia. O príncipe também passou um tempo na Missão Sueca das Nações Unidas e na Agência de Cooperação do Desenvolvimento Exterior Sueca (SIDA), trabalhou em um banco na cidade de Londres, na Embaixada Sueca de Londres, na Câmara de Comércio Sueco na França e em uma companhia na França.

## Trono
No dia 15 de setembro de 1973, Carlos Gustavo tornou-se o rei da Suécia, após a morte de seu avô, o rei Gustavo VI Adolfo da Suécia. Ele foi entronizado no Hall do Estado do Palácio Real de Estocolmo, no dia 19 de setembro de 1973. O rei Gustavo VI Adolfo, foi o último que usou o título de Pela graça de Deus Rei da Suécia, dos Godos e dos Vendos (em sueco: med Guds Nåde Sveriges, Götes och Wendes Konung; latim: Dei gratia suecorum, gothorum et vandalorum Rex). Esse título era tradicional desde que a monarquia hereditária foi estabelecida na Suécia, em 1544. Carlos XVI Gustavo no entanto, preferiu um título simples e objetivo: Rei da Suécia (em sueco: Sveriges Konung), acabando ali a já antiga tradição.

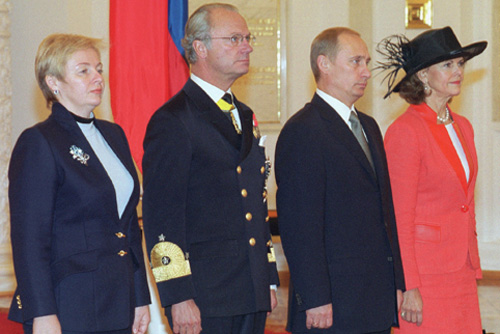
O rei e a rainha da Suécia recebidos no Kremlin pelo presidente russo Vladimir Putin e sua esposa até então, Lyudmila, no início da visita de estado do rei à Rússia, em 8 de outubro de 2001.

## Deveres Oficiais
Os deveres oficiais do rei, de acordo com o Instrumento de Governo de 1974, são de ser representante em cerimônias. 
O rei ocupa altos postos nas forças armadas suecas, ocupando os cargos de Capitão até General e Almirante. Carlos XIV Gustavo é mais conhecido como o representante dos Prêmios Nobels.
O rei tem doutorados honorários pela Universidade Sueca de Ciências Agrônomas, pelo Instituto Real de Tecnologia da Suécia, pela Escola de Economia de Estocolmo e pela Universidade Åbo Akademi da Finlândia.

## Casamento

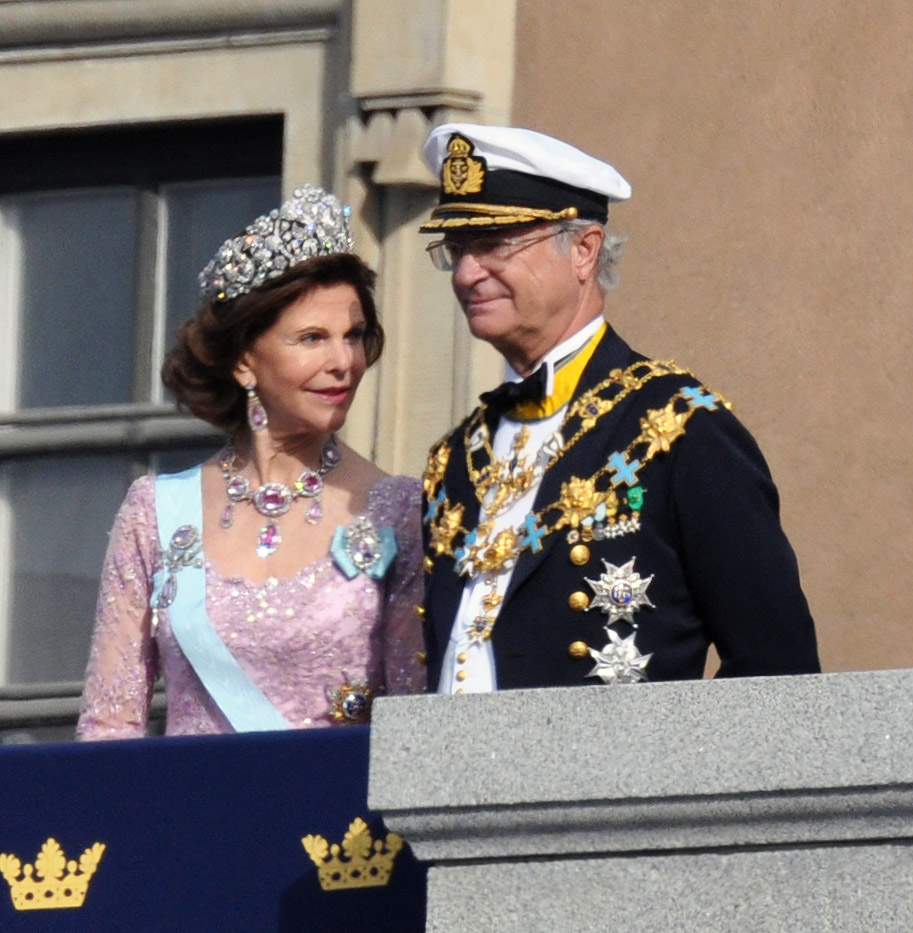
Os reis da Suécia no casamento da filha Vitória, a Princesa Herdeira

O rei casou-se com a plebéia Silvia Renate Sommerlath, filha de um pai alemão e de uma mãe brasileira, crescendo em ambos os países. Eles se conheceram no Jogos Olímpicos de Verão de 1972 em Munique, onde ela foi a intérprete e hoster. O casamento aconteceu em 19 de junho de 1976 na Catedral de Estocolmo e a cerimônia foi conduzida pelo Arcebispo de Uppsala, Olof Sundby. O casamento foi precedido, na noite anterior, por uma performance de ABBA, que cantaram Dancing Queen pela primeira vez, como um tributo para a Rainha Sueca. O rei e sua família mudaram-se para o Palácio de Drottningholm em 1980. Ele e a Rainha mantiveram os seus escritórios no Palácio Real de Estocolmo.

## 70º aniversário
Em março de 2016, a Casa de Bernadotte divulgou um programa especial para comemorar o 70º aniversário do rei. As atividades foram programadas para ocorrer entre 25 e 30 de abril de 2016, e incluíam recepções, paradas militares e concertos, terminando, no dia 30 de abril de 2016, com o tradicional serviço religioso de ação de graças, Te Deum, salvas de canhão, desfile em carruagem pelas ruas da cidade de Estocolmo e um banquete, à noite, no Palácio Real de Estocolmo, com a presença de outros membros das famílias reais europeias. As comemorações pelos 70 anos foram à semelhança das realizadas em 2006, pelo 60º aniversário.

## Saúde
Em janeiro de 2022, foi anunciado que Carlos estava com covid-19. Ele já estava completamente imunizado e teve sintomas leves.  

## Títulos e honras

Monograma real de Carlos Gustavo.

### Títulos e estilos
- 30 de abril de 1946 – 07 de junho de 1946: "Sua Alteza Real, o Príncipe Carlos Gustavo da Suécia"
- 7 de junho de 1946 – 29 de outubro de 1950: "Sua Alteza Real, o Duque de Jemtlândia"
- 29 de outubro de 1950 – 15 de setembro de 1973: "Sua Alteza Real, o Príncipe Herdeiro da Suécia, Duque de Jemtlândia"
- 15 de setembro de 1973 – presente: "Sua Majestade, o Rei"

### Honras
Suecas
- Soberano Cavaleiro Grã-Cruz com Colar da Ordem do Serafim
- Soberano Comandante Grã-Cruz com Colar da Ordem da Espada
- Soberano Comandante Grã-Cruz com Colar da Ordem da Estrela Polar
- Soberano Comandante Grã-Cruz com Colar da Ordem de Vasa
- Soberano Cavaleiro Grande Oficial da Ordem de Carlos XIII
- Cavaleiro Grande Mestre Honorário da Ordem de São João na Suécia

Estrangeiras
- Grã-Cruz da Ordem da Boa Esperança
- Grã-Cruz da Ordem do Mérito da República Federal da Alemanha
- Grã-Cruz com Colar da Ordem de Abdulaziz al Saud
- Grã-Cruz da Condecoração de Honra por Serviços à República da Áustria
- Cavaleiro Grande Cordão da Ordem de Leopoldo
- Grã-Cruz com Colar da Ordem do Cruzeiro do Sul
- Cavaleiro Grã-Cruz da Ordem da Família Real e Coroa de Brunei
- Grã-Cruz da Ordem de Stara Planina
- Grã-Cruz com Colar da Ordem do Mérito
- Grã-Cruz com Colar da Grande Ordem de Mugunghwa
- Cavaleiro Grã-Cruz com Colar da Ordem do Elefante
- Cavaleiro Grande Comandante da Ordem da Dannebrog
- Grã-Cruz com Colar da Ordem do Nilo
- Grã-Cruz da Ordem da Cruz Dupla
- Membro da Ordem dos Méritos Excepcionais
- Cavaleiro com Colar da Ordem do Tosão de Ouro
- Cavaleiro Grã-Cruz com Colar da Ordem de Carlos III
- Grã-Cruz com Colar da Ordem da Cruz da Terra Mariana (Classe Especial)
- Grã-Cruz com Colar da Ordem da Estrela Branca
- Grã-Cruz com Colar da Ordem da Rosa Branca
- Grã-Cruz da Ordem da Legião de Honra
- Grã-Cruz da Ordem do Redentor
- Grã-Cruz com Colar da Ordem do Mérito da República da Hungria
- Grã-Cruz com Colar da Ordem do Falcão
- Grã-Cruz com Colar da Ordem do Mérito da República Italiana
- Grã-Cruz da Ordem da Estrela Iugoslava (Grande Estrela)
- Cavaleiro Grande Cordão com Colar da Ordem do Crisântemo
- Cavaleiro Grande Cordão com Colar da Ordem de al-Hussein bin Ali
- Grã-Cruz com Corrente da Ordem das Três Estrelas
- Grã-Cruz com Colar da Ordem de Vitautas, o Grande
- Cavaleiro Grã-Cruz da Ordem do Leão Dourado da Casa de Nassau
- Cavaleiro Grande Cordão com Colar da Ordem da Coroa do Reino
- Grã-Cruz com Colar da Ordem da Águia Asteca
- Cavaleiro Grã-Cruz com Colar da Ordem de Santo Olavo
- Cavaleiro Grã-Cruz da Ordem do Leão Neerlandês
- Cavaleiro Grã-Cruz da Ordem da Casa de Orange
- Cavaleiro Comandante da Arca Dourada (1º Classe)
- Grã-Cruz da Ordem da Águia Branca
- Grã-Cruz com Colar da Ordem de Sant'Iago da Espada
- Grã-Cruz com Colar da Ordem do Infante D. Henrique
- Cavaleiro Estrangeiro da Ordem da Jarreteira
- Recipiente da Corrente Vitoriana
- Cavaleiro Grã-Cruz Honorário da Real Ordem Vitoriana
- Grã-Cruz com Colar da Ordem da Estrela da Romênia
- Cavaleiro Grã-Cruz da Ordem da Casa de Saxe-Coburgo-Gota
- Cavaleiro Grande Cordão com Colar da Ordem de Rajamitrabhorn
- Membro da Ordem de Ramkeerati
- Grã-Cruz da Ordem da República
- Membro da Ordem do Estado da República da Turquia (1ª Classe)
- Membro da Ordem da Liberdade
- Grã-Cruz com Colar da Ordem do Príncipe Jaroslau, o Sábio
- Grande Oficial da Ordem do Mérito
- Cavaleiro Grã-Cruz com Colar da Ordem de Pio IX

## Descendência
| Imagem | Nome                                       | Nascimento          | Casamento           | Casamento           | Seus filhos                                                                              |
| Imagem | Nome                                       | Nascimento          | Data                | Cônjuge             | Seus filhos                                                                              |
| ------ | ------------------------------------------ | ------------------- | ------------------- | ------------------- | ---------------------------------------------------------------------------------------- |
|        | Vitória, Princesa Herdeira                 | 14 de junho de 1977 | 19 de junho de 2010 | Daniel Westling     | Estela, Duquesa da Gotalândia Oriental Óscar, Duque da Escânia                           |
|        | Carlos, Duque da Varmlândia                | 13 de maio de 1979  | 13 de junho de 2015 | Sofia Hellqvist     | Alexandre, Duque de Södermanland Gabriel, Duque de Dalarna                               |
|        | Madalena, Duquesa da Helsíngia e Gestrícia | 10 de junho de 1982 | 8 de junho de 2013  | Christopher O'Neill | Leonor, Duquesa da Gotlândia Nicolau, Duque de Ångermanland Adriana, Duquesa de Blekinge |